# 京都第二外環道路

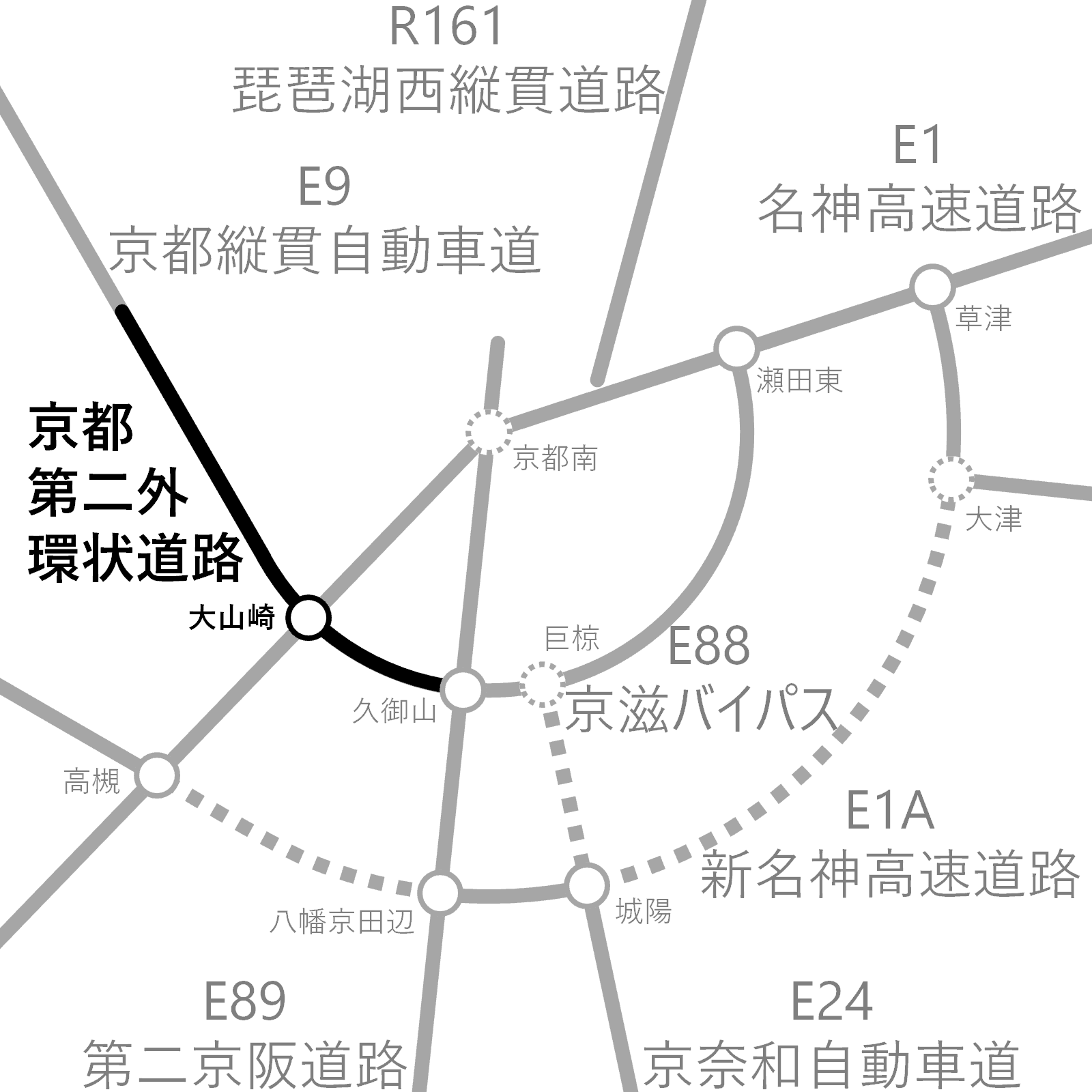
实线为京都第二外环道路

京都第二外环道路（日语：／ Kyōto Daini soto kanjō dōro */?）是一条从京都府京都市西京区至京都府久世郡久御山町的高规格干线道路。该道路为京都纵贯自动车道的一部分。全线于2013年4月21日15时开通 。

## 概述
- 起点:京都府京都市西京区大枝沓挂町
- 终点：京都府久世郡久御山町森
- 全长：15.7公里
- 规格：一种三级
- 设计速度: 80公里/小时
- 车道数: 4 车道 (2+2)

京都纵贯自动车道早在1989年在城市规划确定时就决定建设，但因部分居民以风景和环境会受到破坏为由提出抗议，而导致沓挂交流道至大山崎交流道的9.8 公里区间的建设计划被推迟至2008年。开工后原定于2013年3月下旬通车 ，但经锤击试验发现南春日隧道内壁有开裂导致工期延长至同年4月。随后NEXCO于同年3月宣布，将于同年4月21日正式开通该道路。 
之前，若想从京都丹波道路驶入名神高速公路/京滋绕道时，必须经过拥堵的京都市区。建成后的该道路将起到市区绕行的作用。
开通后，从京都纵贯自动车道起点宫津天桥立IC到终点大山崎JCT的行车时间由原来的约110分钟缩短至现在约85分钟。随之而来的是，天桥立等京都府北部的旅游需求将增加，并可能带动当地经济振兴。随着京丹波和地IC和丹波IC之间最后一个未通车路段的开通，京都纵贯自动车道于2015年7月18日全线通车 。

## 交流道
- - 交流道（IC）編號欄的背景色為■顯示該部分道路已經啟用。設施名欄的背景色為■顯示該部分設施尚未啟用。未開通路段的名稱為臨時名稱。
  - 巴士站（BS），○/●為使用中，◆為停用中設施。無標示则為沒有巴士站。
  - IC為交流道的簡寫，JCT為系統交流道的簡寫，SA為服務區的簡寫，PA為停車區（日语：パーキングエリア）的簡寫。

| IC 编号                                | 中文设施名 | 日文设施名 | 英文设施名    | 接续路线名                                                                      | BS | 备注                          | 所在地   | 所在地   |
| -------------------------------------- | ---------- | ---------- | ------------- | ------------------------------------------------------------------------------- | -- | ----------------------------- | -------- | -------- |
| E9京都纵贯自动车道龟冈、绫部、宫津方向 |            |            |               |                                                                                 |    |                               |          |          |
| 15                                     | 沓挂IC     |            | Kutsukake     | 国道9号（高速段）E9京都纵贯自动车道龟冈/绫部/宫津方向                           |    | 宫津天桥立IC方向出入口        | 京都市   | 西京区   |
| 16                                     | 大原野IC   |            | Ōharano       | 府道10号大山崎大枝线 府道141号小塩山大原野线                                    |    | 大山崎JCT方向出入口           | 京都市   | 西京区   |
| 17                                     | 长冈京IC   |            | Nagaokakyō    | 府道10号大山崎大枝线                                                            | ○  | BS设置在大山崎JCT方向出入口处 | 长冈京市 | 长冈京市 |
| 33-3                                   | 大山崎JCT  |            | Ōyamazaki     | E1名神高速公路                                                                  | -  |                               | 大山崎町 | 大山崎町 |
| 33-3                                   | 大山崎IC   |            | Ōyamazaki     | 国道171号                                                                       |    |                               | 大山崎町 | 大山崎町 |
| 8                                      | 久御山淀IC |            | Kumiyama-Yodo | 国道478号（一般路段） 府道15号线 府道81号八幡宇治线                             |    |                               | 京都市   | 伏见区   |
| 7                                      | 久御山IC   |            | Kumiyama      | 国道1号（京阪国道） 国道478号（一般路段） E88京滋绕道（高速路段）宇治，草津方向 |    | 大山崎 JCT 出入口             | 久御山町 | 久御山町 |
| E88京滋绕道（高速路段）宇治、草津方向  |            |            |               |                                                                                 |    |                               |          |          |

## 交汇道路
- 京都府道212号下植野大山崎线、国道171号
- 京都府道13号京都守口线
- 京滋绕道（高速部分）8号久御山淀出口吹田方向
- 京都府道15号宇治淀线
- 京都府道81号八幡宇治线
- 京滋绕道（高速部分）8号久御山淀出口名古屋方向
- 京滋绕道（高速部分）7号久御山出口
- 国道1号线（枚方绕道、京滋绕道）

## 历史
- 1989年8月25日：城市规划决定。
- 1993年7月30日：大山崎JCT/IC至久御山IC区间准备施工。
- 1997年：大山崎JCT/IC至久御山IC区间开始建设。
- 2003年8月10日：大山崎JCT/IC至久御山IC区间高速部分（京滋绕道）开通。一般国道478号（府道京都守口线～国道1号线区间）开通。
- 2003年12月18日 : 一般478号（国道171号～京都守口线区间）开通。
- 2003年12月24日 : 随着大山崎IC的开通，名神高速公路以东路段工程竣工。
- 2008年：部分土方工程（大枝沓挂IC～大山崎JCT区间）开工
- 2012年4月26日：宣布开通后的区间名称为“京都纵贯自动车道”；宣布新设置的出入口名称为“大原野”和“长冈京” [3] 。
- 2012年9月10日：最后施工的西山隧道（京都市和长冈京市之间，2.3公里）贯通仪式[2]向公众开放。
- 2013年4月21日：全线开通[5]

## 车流量
工作日24小时交通流量（双向合计）
- 业务名称为京滋绕道 。久美山淀IC至大山崎IC/JCT区间的法定（商业）路线名称为中央高速公路西宫线。

| 区间                    | 2005年 | 2010年 | 2010年 | 参考 |
| ----------------------- | ------ | ------ | ------ | ---- |
| 区间                    | 2005年 | 车辆数 | 拥塞度 | 参考 |
| 久御山IC-久御山淀IC     | 27,260 | 26,659 | 0.39   |      |
| 久御山淀IC-大山崎IC/JCT | 29,136 | 27,147 | 0.39   |      |

## 相关项目
- 京都外环线道路